# Hoplodrina confluens
Hoplodrina confluens är en fjärilsart som beskrevs av Vorbrodt. Hoplodrina confluens ingår i släktet Hoplodrina och familjen nattflyn. Inga underarter finns listade i Catalogue of Life.